# Lijst van ISO-normen
Hieronder staat een niet-volledige lijst van normen die vastgelegd zijn door de ISO.

ISO Brand

## ISO 1 - ISO 999
- ISO 1 - Geometrische Productspecificaties (GPS) - Standaard referentietemperatuur voor geometrische productspecificatie (2002)
- ISO 2 - Textielen - Aanduiding van de draairichting garen en aanverwante producten (1973)
- ISO 3 - Preferente nummers - serie van preferente nummers (1973)
- ISO 4 - Informatie en documentatie - Regels voor het afkorten van titelwoorden en titels van publicaties (1997)
- ISO 5 - Fotografie en grafische technologie - Dichtheidsmaten
  - ISO 5-1: Geometrie en functionele notatie (2009)
  - ISO 5-2: Geometrische voorwaarden voor transmissiedichtheid (2009)
  - ISO 5-3: Spectrale condities (2009)
  - ISO 5-4: Geometrische voorwaarden voor reflectiedichtheid (2009)
- ISO 6 - Fotografie - Zwart-wit beeldcamera film en proces-systemen - Vaststelling van ISO-snelheid (1993)
- ISO 7 - Schroefdraden waar drukdichte verbindingen worden gemaakt
  - ISO 7-1 - Dimensies, toleranties en aanduidingen (1994)
  - ISO 7-2 - Verificatie door middel van beperkingsmeters (2000)
- ISO 8 - Documentatie - Presentatie van tijdschriften (1997)
- ISO 9 - Informatie en documentatie - Transliteratie van Cyrillische tekens naar Latijnse tekens - Slavische en niet-Slavische talen (1995)
- ISO 10 - Ingetrokken in 1973
- ISO 11 - Vliegtuigen - Grond druktestconnecties voor drukcabines (1987)
- ISO 12 - Ruimtevaart - Leidingen - Identificatie (1987)
- ISO 13 - Ingetrokken in 1983
- ISO 31 - grootheden en eenheden
- ISO 216 - papierformaten
- ISO 287 - Relatieve vochtmeting papier
- ISO 534 - Diktebepaling papier
- ISO 536 - Basismassabepaling papier
- ISO 639 - codes voor de representatie van namen van talen
  - ISO 639-1:2002 - codes voor de representatie van namen van talen -- deel 1: alpha-2 code
  - ISO 639-2:1998 - codes voor de representatie van namen van talen -- deel 2: alpha-3 code
- ISO 646 - geïnternationaliseerde 7 bit ASCII varianten
- ISO 690 - bronvermeldingen (bibliografische vermeldingen)
- ISO 732 - 120 (of Hamburger) fotoformaat
- ISO 780 - pictogrammen markering op verpakkingen (voor handling van goederen)

## ISO 1000 - ISO 1999
- ISO 1000 - SI eenheden (ISO 1000 staat ook voor een bepaalde filmgevoeligheid, maar is geen ISO-norm)
- ISO 1004 - Informatieverwerking - Magnetische inkt karakter-herkenning - Printspecificaties
- ISO 1007 - Fotografie - Kleinbeeldformaat film en magazine - Specificaties
- ISO 1101 - Geometrische Productspecificaties (GPS) - Geometrische tolerantie - Toleranties van vorm, oriëntatie, locatie en run-out.
- ISO 1222 - Fotografie - Statief-connecties
- ISO 1302 - Specificeert de regels hoe de oppervlakteruwheid in technische productdocumentaties wordt aangegeven.
- ISO/IEC 1539-1 - Fortran programmeertaal
- ISO 1629 - Rubbers en harsen - Naamgeving
- ISO 1745 - Informatieverwerking - Basis moduscontrole voor datacommunicatiesystemen
- ISO 1750 - Pesticiden en andere agro-chemicaliën - Algemene namen

## ISO 2000 - ISO 2999
- ISO 2022 - informatie technologie: Codeersysteem (vnl Japans of Chinees)
- ISO 2039 - Rockwellhardheidstest voor plastics
- ISO 2108 - Internationaal Standaard Boeknummer (ISBN)

## ISO 3000 - ISO 3999
- ISO 3029 - 126 fotoformaat
- ISO 3103 - theezetten
- ISO 3297 - International Standard Serial Number, voor tijdschriften en andere periodieke publicaties (ISSN)
- ISO 3506 - roestvast staal
- ISO 3166 - landcodes (en onderdelen van landen en afhankelijke gebieden)
  - ISO 3166-1 - landcodes en afhankelijke gebieden (1974)
    - ISO 3166-1 alpha-2 - tweeletterige landencodes
    - ISO 3166-1 alpha-3 - drieletterige landencodes
    - ISO 3166-1 numeriek

  - ISO 3166-2 - belangrijkste onderdelen van landen en afhankelijke gebieden
  - ISO 3166-3 - legt codes vast die sinds 1974 uit ISO 3166-1 verwijderd zijn (landen bestaan niet meer)
- ISO 3297 - International Standard Serial Number (ISSN), uniek identificatienummer voor periodieke publicaties
- ISO 3591 - Sensorische analyse - Apparatuur - Wijnproefglas
- ISO 3602 - transliteratie van het Japans naar het Latijns alfabet
- ISO 3738 - Rockwellhardheidstest voor harde metalen
- ISO 3834 - internationaal kwaliteitssysteem voor lasprocessen
- ISO 3864 - veiligheidskleuren en -tekens
- ISO 3901 - International Standard Recording Code (ISRC)

## ISO 4000 - ISO 4999
- ISO 4217 - valutacodes

## ISO 5000 - ISO 5999
- ISO 5218 - codes voor het menselijk geslacht: man, vrouw, onbekend en niet gespecificeerd
- ISO 5455 - regels voor de schaal van technische tekeningen
- ISO 5800 - codes en meetmethode voor de gevoeligheid van fotografische film, zie ISO/ASA

## ISO 6000 - ISO 6999
- ISO 6508 - Rockwellhardheidstest voor metallische materialen
- ISO 6709 - lengte/breedte coördinaten in de geografie

## ISO 7000 - ISO 7999
- ISO 7098 - transliteratie van het Chinees naar het Latijns alfabet
- ISO 7810 - afmetingen van drie formaten identiteitskaarten

## ISO 8000 - ISO 8999
- ISO 8601 - datum- en tijdweergave
- ISO 8652 - programmeertaal Ada
- ISO 8859 - character encoding (codering van karaktertekens)
  - ISO 8859-1 - Latin-1
  - ISO 8859-2 - Latin-2
  - ISO 8859-3 - Latin-3 ("Zuid-Europa")
  - ISO 8859-4 - Latin-4 ("Noord-Europa")
  - ISO 8859-5 - Cyrillisch
  - ISO 8859-6 - Arabisch
  - ISO 8859-7 - Grieks
  - ISO 8859-8 - Hebreeuws
  - ISO 8859-9 - Latin-5
  - ISO 8859-10 - Latin-6, herrangschikking van 8859-4
  - ISO 8859-15 - Latin-15, herziening van 8859-1
  - ISO 8859-16 - Latin-10 Zuidoost Europese talen en andere
- ISO 8879 - Standard Generalized Markup Language (SGML)

## ISO 9000 - ISO 9999
- ISO 9000 - Kwaliteit: Grondbeginselen en definities
- ISO 9001 - Kwaliteit: Eisen aan kwaliteitsmanagement
- ISO 9004 - Kwaliteit: Richtlijnen voor prestatieverbeteringen
- ISO/IEC 9075 - SQL
- ISO 9126 - Software kwaliteits karakteristieken
- ISO/IEC 9579 - Remote database access voor SQL
- ISO 9660 - cd-rom bestandsformaat (Joliet)
- ISO 9899 - programmeertaal C
- ISO/IEC 9945 - De POSIX IEEE 1003-standaard voor op UNIX gebaseerde besturingssystemen
- ISO 9999 - classificatie medische hulpmiddelen

## ISO 10000 - ISO 19999
- ISO 10444 - International Standard Technical Report Number, zie ISRN
- ISO 10646 - Unicode
- ISO 10957 - International Standard Music Number (ISMN)
- ISO 12100 - Veiligheid van machines, Basisbegrippen, algemene ontwerpbeginselen
- ISO 12052 - Digital Imaging and Communication in Medicine (DICOM)
- ISO 13053 - Six Sigma performance-improvement methodology
- ISO 13849 - Veiligheid van machines
- ISO 14000 - Milieumanagement familie van standaarden
- ISO 14001 - Milieumanagementsysteem, vergelijkbaar met ISO 9000
- ISO 14121-1 - Veiligheid van machines, Risicobeoordeling, deel 1; principes
- ISO 14577 - Geïnstrumenteerde indentatietest voor het bepalen van hardheid en materiaalparameters
- ISO/IEC 14977 - Extended Backus-Naur Form (zie: ISO-EBNF)
- ISO/IEC 15445 - HyperText Markup Language (HTML)
- NEN-ISO 15489 - Informatie en documentatie-, informatie- en archiefmanagement
- ISO 15189 - Medische laboratoria - Bijzondere eisen voor kwaliteit en competentie
- ISO 15511 - International Standard Identifier for Libraries and Related Organizations
- ISO 15706 - Internationaal Standaard Audiovisueel Nummer (ISAN)
- ISO 15836 - Dublin Core (DC)
- ISO 16262 - scripttaal Javascript
- ISO/IEC 17020 - Algemene criteria voor het functioneren van verschillende soorten instellingen die keuringen uitvoeren
- ISO/IEC 17025 - Algemene eisen voor de bekwaamheid van beproevings- en kalibratielaboratoria
- ISO/IEC 17799 - Informatiebeveiliging
- ISO 18028 - Netwerkbeveiliging
- ISO 18404 - Vereiste competenties voor Six Sigma, Lean en Lean Six Sigma
- ISO 19011 - Kwaliteit: Richtlijnen voor auditing
- ISO 19600 - Compliance management systemen

## ISO 20000 - ISO 29999
- ISO 20000: norm voor beheren van een ICT organisatie (IT Service Management)
- ISO 20022: Financiële diensten - UNIversal Financial Industry berichtsysteem
- ISO 20400:2017: Duurzaam inkopen - begeleiding
- ISO 20671:2019: Merkevaluatie - Principes en basisprincipes
- ISO 20700:2017: Richtlijnen voor managementadviesdiensten
- ISO 20771:2020: Juridische vertaling - vereisten
- ISO/IEC TR 20943: Informatietechnologie – Procedures voor het bereiken van consistentie in registratie van metadata
  - ISO/IEC TR 20943-1:2003: Data elementen
  - ISO/IEC TR 20943-3:2004: Waardedomeinen
- ISO/IEC 21000: Informatietechnologie – Multimedia framework (MPEG-21)
- ISO 21047: International Standard Text Code, voor identificatie van "teksten" (ISTC)
- ISO/IEC 21481: Informatietechnologie – Telecommunicatie en informatie-uitwisseling tussen systemen - Near Field Communication Interface en Protocol -2 (NFCIP-2)
- ISO 21482: Ionisatie-radiatie waarschuwing
- ISO 21500: Projectmanagement
- ISO 21920: Geometrische productspecificaties (GPS) - Oppervlaktetextuur: Profiel
- ISO 22000 : norm voor voedselveiligheid
- ISO 22003: Voedselveiligheidssystemen - Vereisten voor entiteiten die audits en certificaten voorzien voor voedselveiligheidssystemen
- ISO 22093: Industriële geautomatiseerde systemen en integratie - Fysieke apparaatcontrole - Dimensionele Meetinterface Standaard (DMIS)
- ISO 22241: Dieselmotoren - NOx reductiemiddel AUS 32
  - ISO 22241-1: Kwaliteitsvoorwaarden
  - ISO 22241-2: Testmethoden
  - ISO 22241-3: Behandeling, transport en opslag
- ISO/IEC 22250 - RELAX: Regular Language description voor XML
- ISO 22301: Societal security - Business continuity management systems - Requirements (ENG) nog niet vertaald - Maatschappelijke veiligheid - Bedrijfscontinuïteit management systemen - vereisten
- ISO 22313: Societal security - Business continuity management systems - Guidance (ENG) nog niet vertaald - Maatschappelijke veiligheid - Bedrijfscontinuïteit management systemen - begeleiding
- ISO 22715: Cosmetica - verpakking en etikettering
- ISO 22716: Cosmetica - Good Manufacturing Practices - Richtlijnen voor GMP.
- ISO/IEC 23270:2003 - programmeertaal C#
- ISO/IEC 23360:Part1-2010 - Linux Standard Base Core Specification
- ISO/IEC 25010:2011 - Softwarekwaliteit
- ISO/IEC 25012:2008 - Datakwaliteit
- ISO 26000 : Richtlijn voor Maatschappelijk Verantwoord Ondernemen
- ISO 26324: Digital object identifier (DOI) - identificeert wetenschappelijke literatuur
- ISO/IEC 27001: norm voor informatiebeveiliging, van kracht vanaf 2007
- ISO/IEC 27002: norm voor informatiebeveiliging (in ontwikkeling)
- ISO/IEC 27003: norm voor informatiebeveiliging (in ontwikkeling)
- ISO/IEC 27004: norm voor informatiebeveiliging (in ontwikkeling)
- ISO/IEC 27005: norm voor informatiebeveiliging (in ontwikkeling)
- ISO/IEC 27006: norm voor informatiebeveiliging (in ontwikkeling)
- ISO 27729: International Standard Name Identifier (ISNI) - open identificatienummer op alle gebieden van creatieve activiteit
- ISO 28000: Norm voor risicobeheersystemen voor logistieke stromen
- ISO 28002: Norm voor risicobeheersystemen voor logistieke stromen (aanvulling op ISO 28003)
- ISO 28003: Risicobeheersystemen - Vereisten voor entiteiten die audits en certificaten voorzien voor risicobeheersystemen voor logistieke stromen
- ISO 28004: Risicobeheersystemen - Richtlijnen voor het invoeren van ISO 28003
- ISO 29481-2: VISI-systematiek voor formele digitale communicatie tussen opdrachtgever en opdrachtnemer

## ISO 30000 - ISO 39999
- ISO/IEC 38500: Norm voor IT-Governance
- ISO 31000:2009: Norm voor risicobeheer
- ISO 32000-1:2008: Portable Document Format (PDF)

## ISO 45001 - ISO 55000
- ISO 45001:2018: Gezondheid en veilig werken
- ISO 55000:2014: Assetmanagement - Overzicht, principes en terminologie
- ISO 55001:2014: Assetmanagement - Managementsystemen - Eisen
- ISO 55002:2014: Assetmanagement - Managementsystemen - Richtlijnen voor het toepassen van ISO 55001